# Søndermarken (Groenland)
Het Søndermarken is een gebied in Nationaal park Noordoost-Groenland in het oosten van Groenland.

## Geografie
Het gebied wordt in het noorden begrensd door het Nordmarken, in het oosten door het Skærfjorden, in het zuidoosten door Sælsøen, in het zuidwesten door het Annekssøen en in het noordwesten door de Kofoed-Hansengletsjer en de Jøkelbugten.
In het noordoosten snijden drie fjorden in het land: de H.G. Backlundfjord, de V. Clausenfjord en de C.F. Mourierfjord.
Aan de overzijde van het water ligt in het noorden het Nordmarken, in het zuiden het Daniel Bruunland, in het zuidwesten het Okselandet en in het noordwesten het Hertogen van Orléansland. Ten zuidoosten ligt voorbij de rand van het hoogland met de Valdemarsmuren het Germanialand.
In Søndermarken liggen naast de meest westelijke Kofoed-Hansengletsjer, ook de gletsjers Evaldgletsjer en Søgletsjer.